# Podocarpus alba
Podocarpus alba là một loài thực vật hạt trần trong họ Podocarpaceae. Loài này được J.Baum ex Henkel & Hochst. mô tả khoa học đầu tiên năm 1865.